# Jean Kasusula
Jean Kiritsho Kasusula (Kisangani, 1982. augusztus 5. –) kongói DK válogatott labdarúgó, aki jelenleg a TP Mazembe játékosa.

## Válogatott
A 2015-ben rendezett afrikai nemzetek kupáján bronzérmet szerzett nemzeti csapatával.

## Sikerei, díjai
- TP Mazembe
  - Kongói DK bajnok: 2008-09, 2010-11, 2011-12, 2012-13, 2013-14
  - CAF-bajnokok ligája: 2009, 2010
  - CAF-szuperkupa: 2010, 2011
- Kongói DK
  - Afrikai Nemzetek Kupája: 2015